# Little Bowland
Little Bowland var en civil parish från 1866 till 1935 då den blev en del av Bowland with Leagram, i grevskapet Lancashire, i England. Civil parish var belägen 22 km från Lancaster och hade 86 invånare år 1931.